# Gujana na Mistrzostwach Świata w Lekkoatletyce 2022
Gujana na Mistrzostwach Świata w Lekkoatletyce 2022 – reprezentacja Gujany podczas mistrzostw świata w Eugene liczyła 3 zawodników, którzy nie zdobyli medalu.

## Skład reprezentacji

### Kobiety
| Zawodniczka    | Konkurencja   | Eliminacje | Eliminacje | Półfinał     | Półfinał | Finał | Finał   | Źródło      |
| Zawodniczka    | Konkurencja   | Wynik      | Pozycja    | Wynik        | Pozycja  | Wynik | Pozycja | Źródło      |
| -------------- | ------------- | ---------- | ---------- | ------------ | -------- | ----- | ------- | ----------- |
| Jasmine Abrams | bieg na 100 m | 11,55      | 40.        | NQ           | NQ       | NQ    | NQ      | [ 1 ]       |
| Aliyah Abrams  | bieg na 400 m | 51,98      | 21. Q      | 51,79 (,783) | 18.      | NQ    | NQ      | [ 2 ] [ 3 ] |

### Mężczyźni
| Zawodnik          | Konkurencja   | Preeliminacje | Preeliminacje | Eliminacje | Eliminacje | Półfinał | Półfinał | Finał | Finał   | Źródło      |
| Zawodnik          | Konkurencja   | Wynik         | Pozycja       | Wynik      | Pozycja    | Wynik    | Pozycja  | Wynik | Pozycja | Źródło      |
| ----------------- | ------------- | ------------- | ------------- | ---------- | ---------- | -------- | -------- | ----- | ------- | ----------- |
| Emanuel Archibald | bieg na 100 m | 10,31         | 1. Q          | 10,24      | 39.        | NQ       | NQ       | NQ    | NQ      | [ 4 ] [ 5 ] |